# عصائبية الكوب

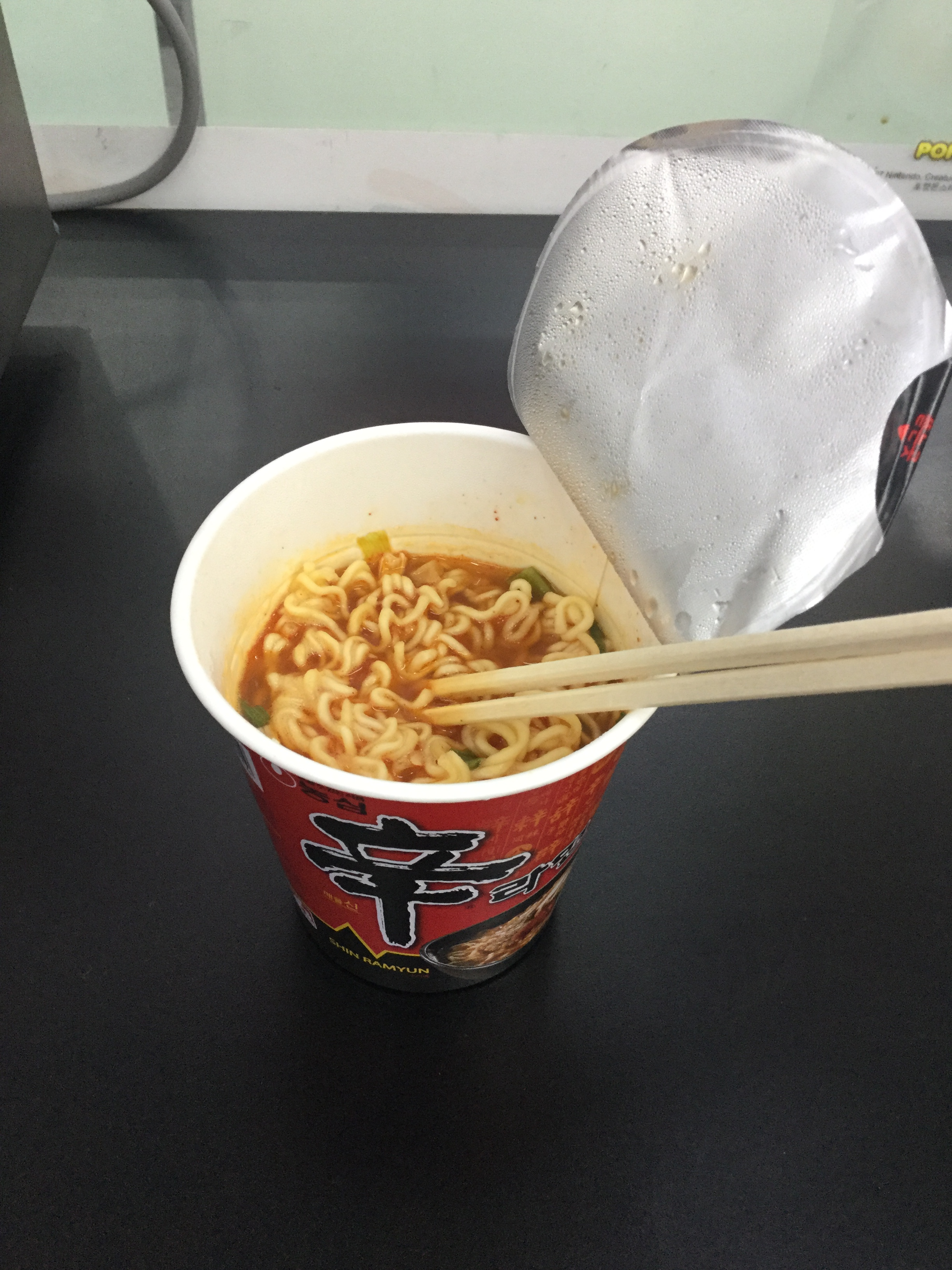
عصائبية الكوب جاهزة مع عودَي الأكل.

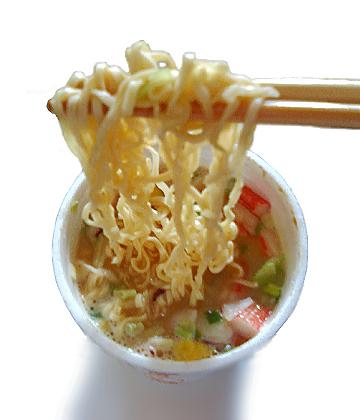
عصائبية الكوب بنكهة السمك من علامة كاب نودلز لشركة نيسين، والتي تعتبر مبتكرة للطعام.

عصائبية الكوب (بالإنجليزية: Cup noodle)‏ هو الاسم الشائع لتغليف نوع من العصائبية سريعة التحضير يشبه حساء العصائبية رامن، ويُقدَّم داخل كوب كبير اللدائن أو البوليسترين المبثوق. اخترع مؤسس الشركة اليابانية نيسين للأغذية موموفوكو أندو المنتج باسم كاب نودل (بالإنجليزية: Cup Noodle)‏.
توجد العصائبية المجففة داخل كوب مقاوم للماء، حيث أنها تُطهى دون الحاجة إلى أدوات أخرى. توجد نكهات وأشكال مختلفة للخضار أو اللحوم، بالإضافة إلى العديد من العلامات التجارية في جميع أنحاء العالم. ويتميز هذا الطبق بأنه من الوجبات السريعة نظراً لانخفاض سعره وسهولة تحضيره.
يُنظر أحيانًا إلى حساء العصائبية سريعة التحضير على أنها "وجبات سريعة" بسبب محتواه. يحتوي الطعام على نسبة عالية من الكربوهيدرات والصوديوم والدهون المشبعة، إلى جانب مستويات منخفضة من الألياف والفيتامينات والمعادن.